# Dassault AVE-C Moyen Duc
Il Dassault AVE-C Moyen Duc era un aeromobile a pilotaggio remoto da caccia costruito dalla francese Dassault Aviation nel 2004 come primo passo per lo sviluppo di un velivolo da combattimento nel programma LOGIDUC. AVE-C è l'acronimo di Aéronef de Validation Expérimentale - Contrôle, ovvero Aeroplano da distribuzione sperimentale - Controllato a distanza, mentre Moyen Duc è il nome francese del gufo comune (in questo caso, si tratta anche di un gioco di parole, poiché Moyen, in francese significa anche mezzo, e quindi a metà del programma).

## Sviluppo ed impiego futuro
Se uno dei primi prototipi del programma (iniziato su richiesta dell'Armée de l'air francese), il Dassault AVE-D Petit Duc, era stato progettato perché la sua lavorazione non richiedesse né molto tempo né un costo particolarmente elevato, l'AVE-C non era stato da meno ed era stato realizzato nel giro di un anno, con il suo primo esemplare prodotto nel luglio 2001.
Fin dal 2002, la Dassault aveva pianificato di iniziare una collaborazione con la Sagem, compagnia elettronica francese, con la quale ha poi fondato un reparto speciale dedito al programma LOGIDUC chiamato Dassault-Sagem Tactical UAV. Il processo di sviluppo di un altro prototipo, il Dassault-Sagem SlowFast, aereo da ricognizione APR, è iniziato nel 2004 sulla base dei progetti del Moyen Duc. Sarà utilizzato in futuro dall'esercito francese e controllato da una stazione di terra, la Sagem Sperwer.
Programma LOGIDUC (LOGIque de Développement d'UCav)
- Petit Duc (Aeronef de validation expérimental - Discrétion)
- Moyen Duc (Aéronef de validation expérimental - Contrôle)
- Grand Duc